# Pheidologeton kunensis
Pheidologeton kunensis är en myrart som beskrevs av George Ettershank 1966. Pheidologeton kunensis ingår i släktet Pheidologeton och familjen myror. Inga underarter finns listade i Catalogue of Life.